# والتر ليك ستيل
والتر ليك ستيل هو محامي وسياسي أمريكي، ولد في 18 أبريل 1823، وتوفي في 16 أكتوبر 1891 في بالتيمور في الولايات المتحدة. نشط حزبياً في الحزب الديمقراطي. وقد انتخب عضو مجلس ولاية كارولاينا الشمالية ‏ وانتخب عضو مجلس نواب كارولينا الشمالية ‏ وانتخب عضو مجلس النواب الأمريكي.